# Hrdlořezy (Praga)
Hrdlořezy – dzielnica Pragi. W 2006 zamieszkiwało ją 495 mieszkańców.